# Нападение на колонну пермского ОМОНа у Джани-Ведено
Нападение на колонну Пермского ОМОНа у Джани-Ведено — террористическая операция чеченских боевиков под командованием Абу-Кутейба во время второй чеченской войны, в результате которой 29 марта 2000 года в районе села Джани-Ведено была расстреляна колонна Пермского ОМОНа, взяты пленные и захвачены трофеи.

## Ход событий
Вечером 28 марта 2000 года во временный Веденский РОВД, укомплектованный сотрудниками милиции из Пермской области, с приданным ему пермским сводным ОМОНом, поступил приказ командующего Восточной группировкой федеральных войск генерал-майора С. А. Макарова на зачистку села Центарой в соседнем Ножай-Юртовском районе.
Рано утром 29 марта колонна, численностью 50 человек (42 омоновца из Перми и Березников, 8 военнослужащих комендантской роты в/ч 83590 Таманской дивизии) выдвинулась из Ведено в пункт назначения для проведения спецоперации по проверке паспортного режима и осуществления других мероприятий. Колонна состояла из трёх транспортных средств: БТР-80 (водитель Геннадий Образцов, комендантская рота, попал в плен, казнён), автомобиль «Урал-4320» (водитель Вячеслав Морозов, УВД Свердловского района, погиб в бою) и автомобиль «ЗИЛ-131» (водитель Юрий Шишкин, единственный выживший боец комендантской роты). Проехав рядом с Джани-Ведено, у высоты 813, закипел ЗИЛ и колонна была вынуждена остановиться.
Незадолго до этого в это же село вошёл отряд боевиков под командованием Абу-Кутейба. В отряде, помимо чеченцев, также были выходцы из республик Северного Кавказа и иностранные наёмники (арабы). Боевики разместились в домах на отдых. Командир омоновцев майор Симонов решил осмотреть домик, находящийся в десятках метров от остановки колонны. Зайдя внутрь, он обнаружил там двух вооружённых боевиков. В ответ на приказ Симонова бросить оружие раздались выстрелы, Симонов был убит. Одновременно начался обстрел колонны из стрелкового оружия и гранатомётов.

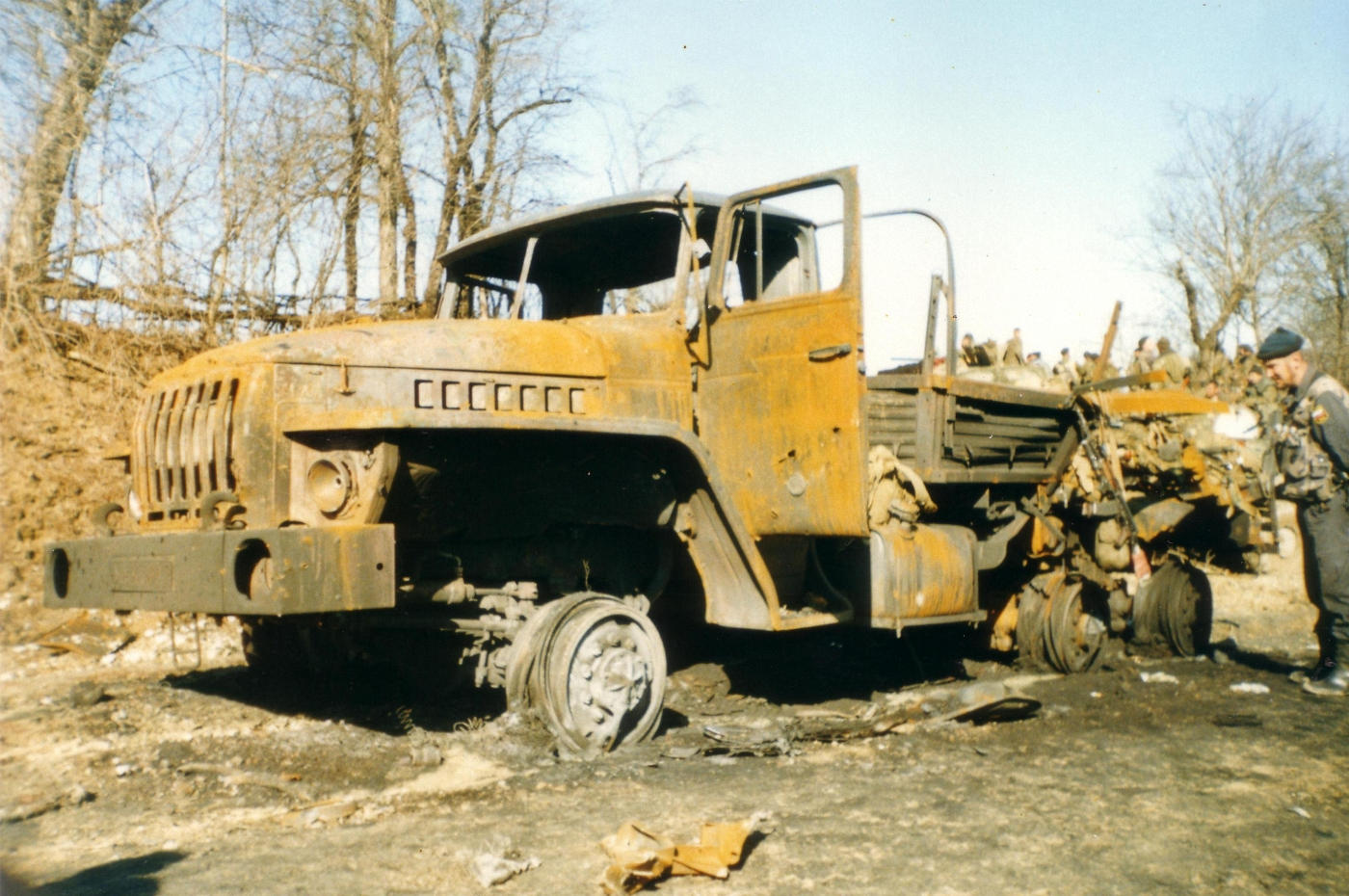
Сожженный Урал

Изначально боевиками огонь велся лишь из стрелкового оружия, но ввиду того, что при остановке колонны милиционеры не высадились из кузова автомашины и не рассредоточились на местности, в первые же минуты боя по десантирующимся из кузова милиционерам был открыт огонь, что привело к многочисленным ранениям и жертвам.
Выстрелами из РПГ подбили БТР (кумулятивный снаряд попал в моторный отсек) и обе автомашины. Наводчик (предположительно место наводчика занял один из милиционеров, впоследствии скончавшийся от ожогов на поле боя) горящего БТР развернул башню и открыл огонь по сопке, позволив омоновцам занять более удобные позиции для обороны. Омоновцы и военнослужащие комендантской роты приняли бой, отбивались до последнего патрона. По мере подхода боевиков из разных концов селения, огонь по колонне усиливался. В последнем радиосообщении милиционеров была просьба стрелять одиночными. По всей вероятности, у них кончались боеприпасы.

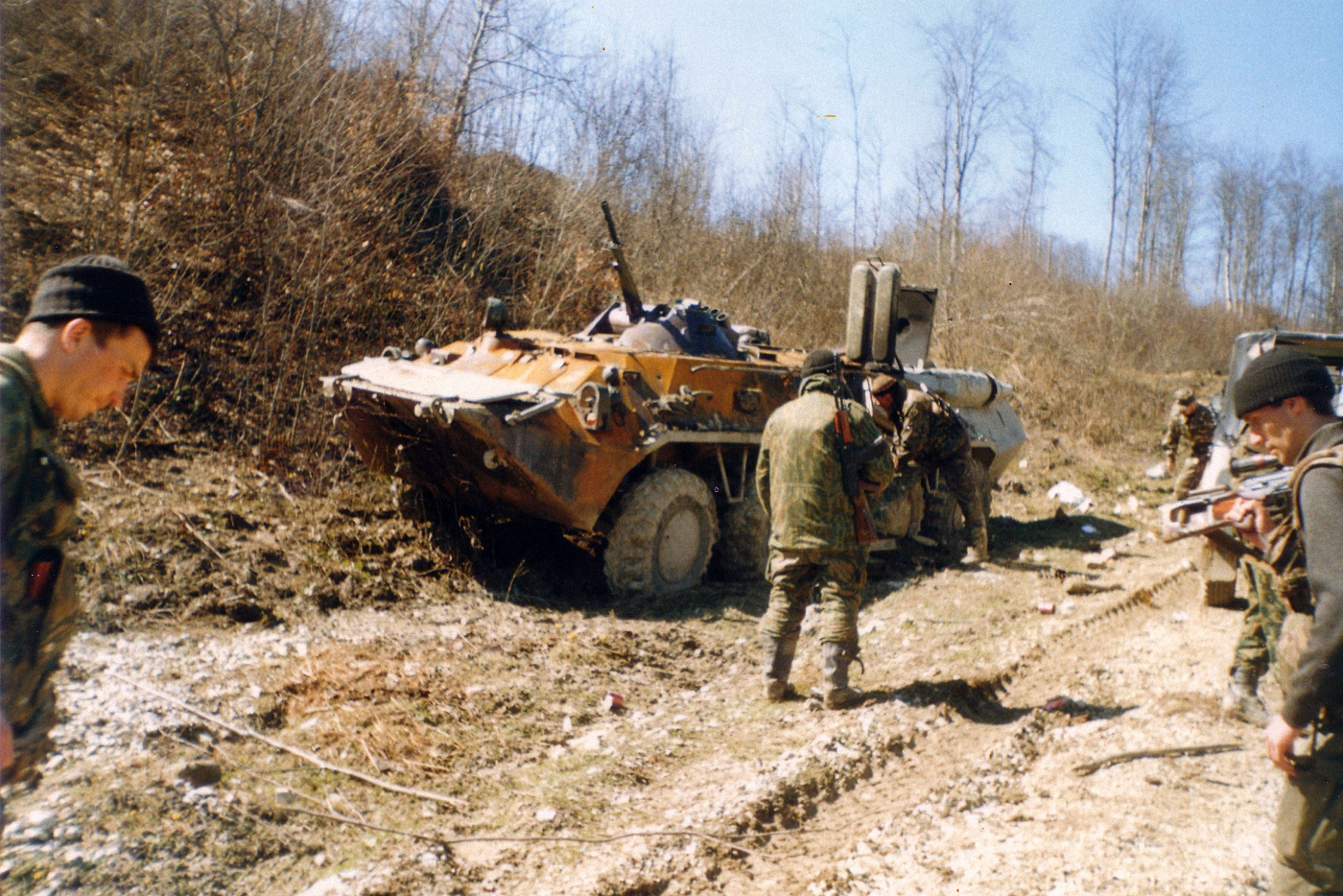
Подбитый БТР-80

Около 10:00 на помощь попавшим в засаду омоновцам из Ведено был направлен отряд из военнослужащих комендантской роты (контрактники), пермских милиционеров и пермского ОМОНа. Вторая колонна, возглавляемая комендантом Ведено полковником В. Тонкошкуровым, начальником Веденского ВОВД полковником Ю. Ганьжиным, его заместителем, бывшим омоновцем подполковником К. Строгим, командиром Пермского ОМОНа подполковником С. Габой, попыталась пробиться к окруженным милиционерам, но не дойдя до них нескольких сот метров, сама попала в засаду. Практически сразу был подбит головной БТР комендантской роты (водитель Роман Муранов, стрелок Дмитрий Зябликов). Опасаясь быть запертыми в ловушке, и ввиду отсутствия боевого опыта действий в подобных ситуациях командование дало приказ на отступление. Спустя приблизительно 6 часов колонна вернулась в Ведено. Потери второй колонны составили: комендантская рота — 15 человек раненых, сводный отряд Пермского ОМОНа — один раненый.
Благодаря тому, что часть боевиков была отвлечена на вторую колонну, шесть человек из первой колонны смогли вырваться из окружения. 30 марта группа из шести человек — пять омоновцев и боец комендантской роты — вышла к своим.

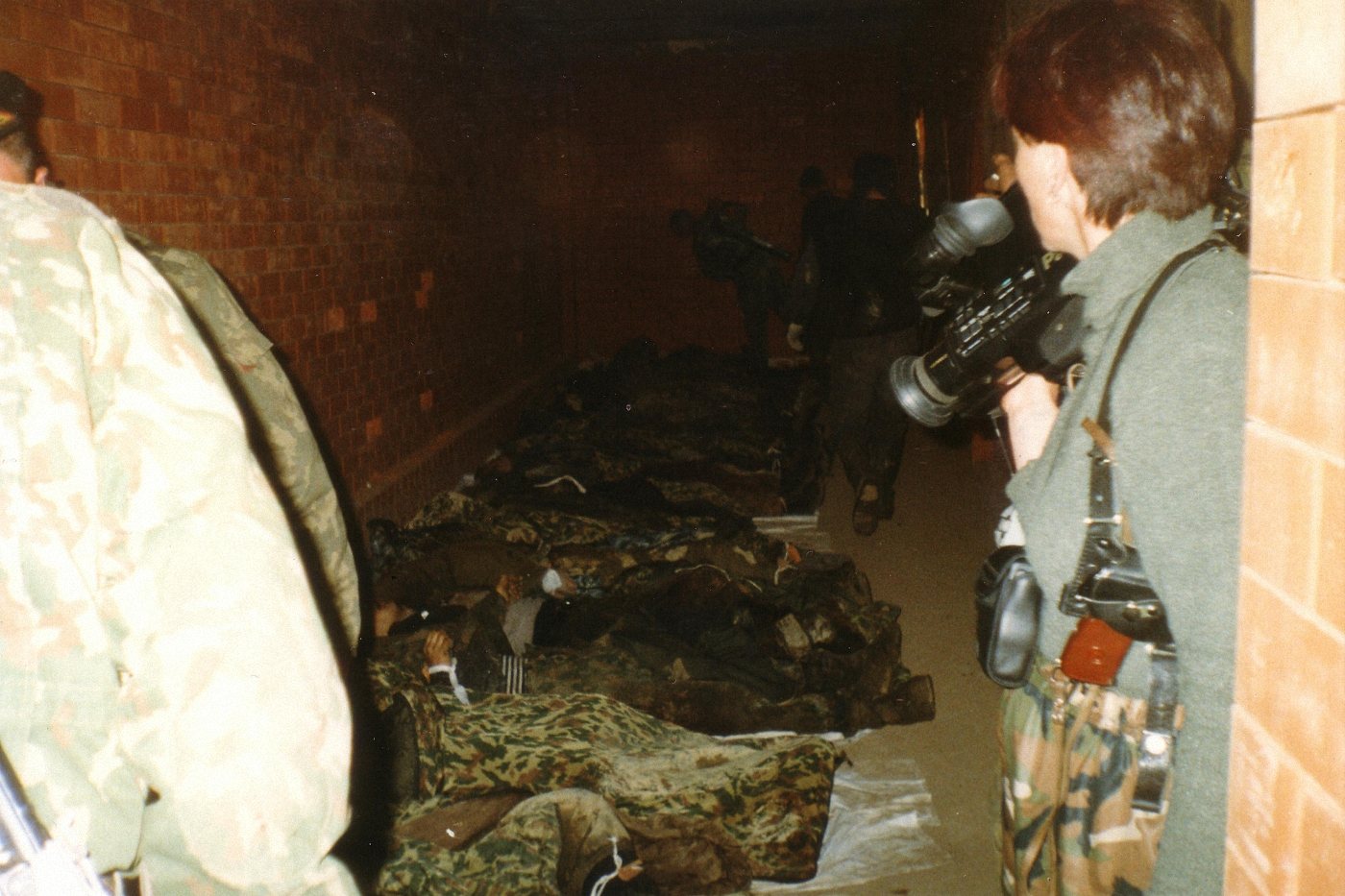
Погибшие пермские милиционеры

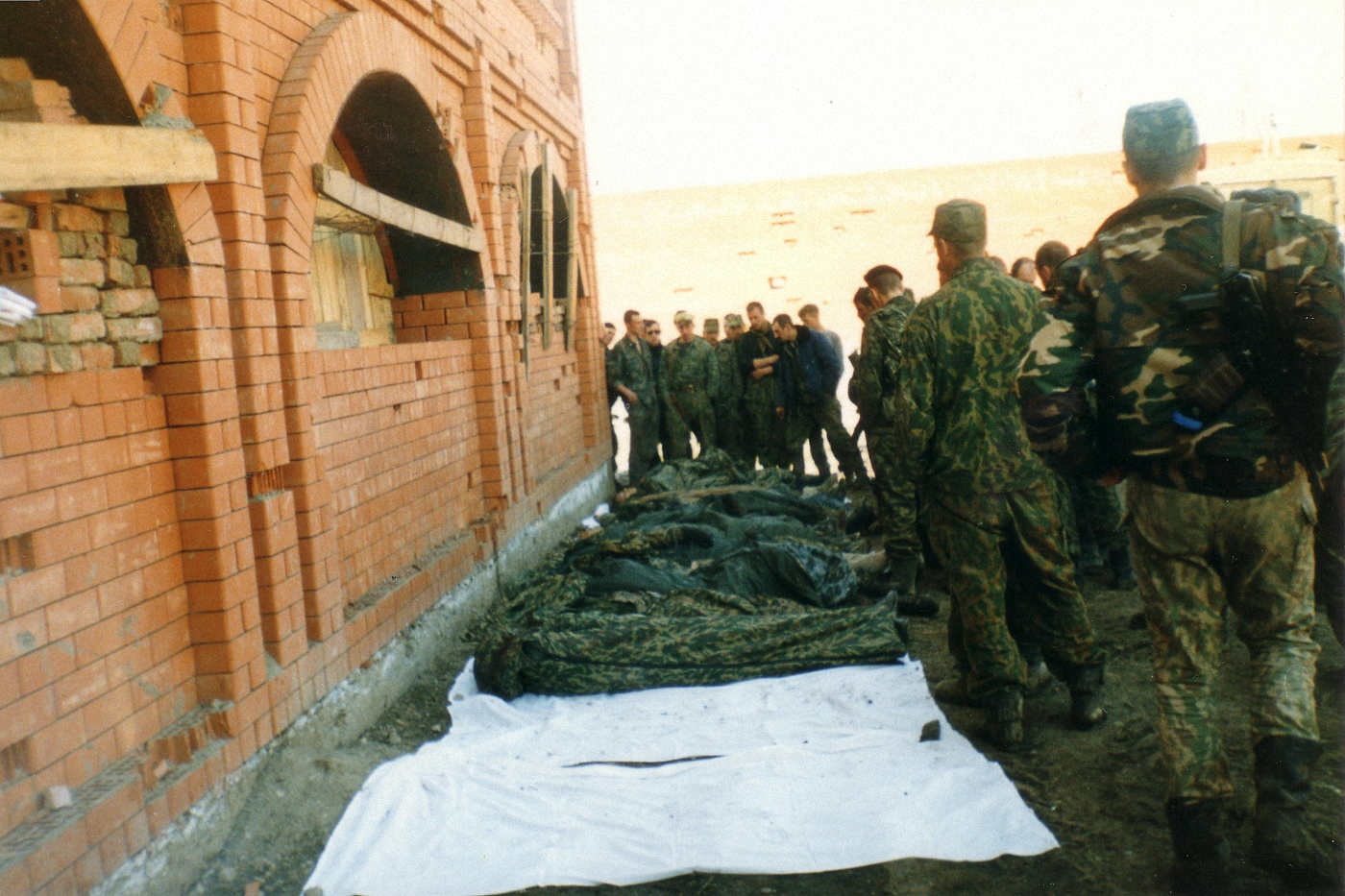
Погибшие бойцы комендантской роты

Только 31 марта федеральные войска (по некоторым данным — разведгруппа 255 мотострелкового полка) смогли, наконец, достичь высоты 813. Были обнаружены тела 31 убитого и один тяжелораненый в обе ноги омоновец Александр Прокопов (впоследствии Александру ампутировали ногу, но он остался служить в ОМОНе). Судьба остальных бойцов к тому времени оставалась неизвестной. Позднее выяснилось, что двенадцать человек (семь березниковских омоновцев, четыре прикомандированных сотрудника пермской милиции и боец комендантской роты) были взяты в плен и казнены на следующий день в ответ на отказ их обменять на полковника Ю. Д. Буданова, арестованного за убийство чеченки. Захоронение 10 бойцов было обнаружено 30 апреля (по другим данным — 1 мая) в районе селения Дарго, а сведения о месте захоронении 2 бойцов ОМОНа пришлось покупать у местных жителей. Практически на всех телах были следы издевательств и пыток. Как выяснилось впоследствии, милиционеры были захвачены в плен не сразу. Небольшой группой они пытались выйти из окружения, постоянно отстреливаясь, но смогли дойти только до небольшой речки, переправиться через которую уже не успели. Здесь у них, по всей видимости, закончились боеприпасы. Вокруг найдено большое количество гильз и неразорвавшаяся граната. Один омоновец был сражен автоматной очередью у моста через речку и добит ударами приклада. Остальные были казнены неподалёку от этого места. 
31 марта этот район прочёсывали и разминировали военнослужащие внутренних войск, десантники и сотрудники милиции.
19 апреля 2000 года в Веденском районе началась масштабная спецоперация по ликвидации сконцентрированных здесь формирований Басаева и Хаттаба. Российская артиллерия наносила удары по объектам противника в районах сёл Зоны, Шалажи, Грушевое, Ца-Ведено. Для участия в операции дополнительно переброшено около 500 военнослужащих и боевая техника. Штурмовики Су-25 совершили 22 боевых вылета, бомбардировщики Су-24М — 4. Более 50 раз поднимались в воздух вертолёты огневой поддержки Ми-24.

## Потери
Погибли в бою, а также захвачены в плен и казнены 36 пермских милиционеров и 7 военнослужащих комендантской роты. Число раненых — 2 и 15, соответственно.
Потери боевиков неизвестны. С места боя были вывезены два трупа иностранных наёмников (предположительно арабы) и прикопаны возле тогдашнего места дислокации комендантской роты (особняк Шамиля Басаева, впоследствии дом был уничтожен сапёрами федеральных сил) с целью последующего обмена на тела пропавших милиционеров. Обмен не состоялся.
Погибли в бою, а также захвачены в плен и казнены 36 пермских милиционеров:
1. майор милиции Симонов Валентин Дмитриевич (12.06.1965 — 29.03.2000, ОМОН при УВД г. Березники),
2. старший лейтенант милиции Коньшин Василий Анатольевич (14.01.1967 — 29.03.2000, ОМОН при ГУВД Пермской области),
3. старший лейтенант милиции Туровский Евгений Станиславович (9.09.1963 — 29.03.2000, ОМОН при ГУВД Пермской области),
4. старший лейтенант милиции Метгулиев Альберт Гурбандурдыевич (18.07.1965 — 29.03.2000, ОМОН при ГУВД Пермской области),
5. лейтенант милиции Заздравных Александр Викторович (24.01.1966 — 29.03.2000, ОМОН при УВД г. Березники Пермской области),
6. лейтенант милиции Кананович Альберт Владимирович (24.11.1972 — 29.03.2000, ОМОН при УВД г. Березники Пермской области),
7. лейтенант милиции Кузнецов Юрий Анатольевич (5.09.1966 — 29.03.2000, ОМОН при УВД г. Березники Пермской области),
8. старший прапорщик милиции Собянин Сергей Борисович (19.04.1971 — 29.03.2000, ОМОН при УВД г. Березники),
9. старший прапорщик милиции Аветисов Юрий Игоревич (2.08.1970 — 29.03.2000, ОМОН при УВД г. Березники Пермской области),
10. прапорщик милиции Анненков Андрей Вячеславович (6.02.1969 — 29.03.2000, ОВД Оханского района ГУВД Пермской области),
11. прапорщик милиции Зырянов Андрей Вячеславович (20.12.1970 — 29.03.2000, ОМОН при УВД г. Березники Пермской области),
12. прапорщик милиции Ломакин Михаил Валерьевич (26.10.1974 — 29.03.2000, ОМОН при УВД г. Березники),
13. прапорщик милиции Мунтян Валерий Владимирович (31.10.1975 — 29.03.2000, ОМОН при УВД г. Березники Пермской области),
14. прапорщик милиции Малютин Сергей Викторович (24.01.1975 — 29.03.2000, ОМОН при УВД г. Березники),
15. прапорщик милиции Просвирнев Евгений Владимирович (14.05.1975 — 29.03.2000, ОВД Горнозаводского района Пермской области),
16. прапорщик милиции Шайхразиев Марат Фарсович (08.01.1965 — 29.03.2000, ОМОН при УВД г. Березники Пермской области),
17. старшина милиции Кистанов Александр Викторович (24.03.1970 — 29.03.2000, ОВД Пермского района Пермской области),
18. старшина милиции Пермяков Юрий Егорович (21.03.1973 — 29.03.2000, ОМОН при УВД г. Березники Пермской области),
19. старшина милиции Рыжиков Алексей Николаевич (8.07.1978 — 29.03.2000, ОМОН при УВД г. Березники),
20. старшина милиции Сергеев Виталий Юрьевич (12.08.1967 — 29.03.2000, ОМОН при УВД г. Березники),
21. старшина милиции Удачин Сергей Игоревич (24.05.1962 — 29.03.2000, ОМОН при УВД г. Березники),
22. старший сержант милиции Зюзюкин Александр Борисович (1.10.1977 — 29.03.2000, ОМОН при УВД г. Березники Пермской области),
23. старший сержант милиции Морозов Вячеслав Валерьевич (17.12.1972 — 29.03.2000, УВД Свердловского района г. Перми),
24. старший сержант милиции Окулов Владимир Иванович (2.07.1974 — 29.03.2000, ОВД г. Чайковский Пермской области),
25. старший сержант милиции Первушин Александр Юрьевич (5.01.1976 — 29.03.2000, ОВД Чердынского района Пермской области),
26. старший сержант милиции Пушкарев Вадим Вячеславович (7.12.1971 — 29.03.2000, ОМОН при УВД г. Березники Пермской области),
27. сержант милиции Ефанов Виталий Анатольевич (31.08.1977 — 29.03.2000, ОВД Красновишерского района ГУВД Пермской области),
28. сержант милиции Макаров Дмитрий Викторович (3.01.1973 — 29.03.2000, ОМОН при УВД г. Березники),
29. сержант милиции Тарасов Эдуард Иванович (26.08.1974 — 29.03 2000, ОМОН при УВД г. Березники),
30. младший сержант милиции Емшанов Владимир Юрьевич (13.09.1967 — 29.03.2000, ОМОН при УВД г. Березники),
31. младший сержант милиции Киреев Евгений Иванович (28.02.1977 — 29.03.2000, ОМОН при УВД г. Березники),
32. младший сержант милиции Толстяков Евгений Владимирович (6.10.1978 — 29.03.2000, ОМОН при УВД г. Березники),
33. младший сержант милиции Ужегов Григорий Михайлович (12.09.1977 — 29.03.2000, ОМОН при УВД г. Березники),
34. младший сержант милиции Давыдов Олег Анатольевич (25.09.1965 — 29.03.2000, ОМОН при УВД г. Березники ГУВД Пермской области),
35. младший сержант милиции Игитов Сергей Витальевич (29.06.1977 — 29.03.2000, УВД Мотовилихинского района г. Перми),
36. рядовой милиции Ржанов Евгений Вячеславович (10.06.1977 — 29.03.2000, УВД г. Кунгур Пермской области).

Погибшие в бою и захваченные в плен и казнённые военнослужащие комендантской роты:
1. ефрейтор Образцов Геннадий,
2. рядовой Николенко Сергей Анатольевич,
3. рядовой Карпухин Андрей Петрович,
4. рядовой Сасин Сергей Викторович,
5. рядовой Низамов Зенур Адлямович,
6. рядовой Ефимов Дмитрий Юрьевич,

## Расследование и суд
31 марта с выездом на место происшествия министр внутренних дел РФ Владимир Рушайло и первый заместитель начальника Генерального штаба ВС РФ генерал-полковник Юрий Балуевский провели служебное расследование. В феврале 2001 года материалы были переданы в главное управление Генпрокуратуры РФ на Северном Кавказе.
В ходе судебного расследования было выяснено, что специальной засады на колонну не было. Это подтвердили показания боевиков, участвовавших в том бою (судебный процесс над ними прошел в Махачкале весной — летом 2001-го) и схема места боя (иногда боевикам приходилось стрелять вверх по склону, что при заблаговременном выборе позиции скорее всего было бы исключено). Также в пользу отсутствия засады говорит и то, что обстрел колонны усиливался со временем, по мере подхода групп боевиков из других домов селения. Но роковое стечение обстоятельств — поломка машины, обнаружение группы боевиков в доме на окраине села — привело к трагическим последствиям. Быть может, после отдыха боевики незамеченными ушли бы в горы. А возможно, их целью было нападение на «сердце Ичкерии» — Ведено. В этом случае пермские милиционеры и бойцы комендантской роты своей гибелью предотвратили нападение на райцентр и разрушили все планы боевиков.
На скамье подсудимых оказались шесть человек, ни один из которых не признал себя виновным. Четверо получили 14, 16, 19 и 21 год строгого режима, а двое впоследствии были отпущены на свободу (вначале были приговорены к 2,5 и 3 годам заключения, а затем амнистированы).

## Оценки и мнения
Из-за несогласованности и отсутствия необходимых навыков попал в засаду и понес потери отряд (40 человек) из Пермского ОМОНа. Колонна совершала марш без разведки маршрута и организации взаимодействия с подразделениями внутренних войск и артиллерии. Управление велось по открытым каналам связи. Эти упущения и привели к беде. И такие примеры, к сожалению, были не единичны.
— Геннадий Трошев. «Моя война. Чеченский дневник окопного генерала», воспоминания, книга

## Память
Ежегодно 29 марта в Пермском крае проходят траурные мероприятия в честь погибших бойцов ОМОНа.

## Прочие факты
Один из омоновцев Сергей Удачин в тот день имел при себе видеокамеру, на которую он снимал движение колонны до самого начала боя. В результате завязавшейся перестрелки он был убит, однако видеокамера продолжала работать. Камера лежала на земле и продолжала снимать ещё примерно пятнадцать минут.
По сообщениям в прессе, при организации передвижения колонны пермского ОМОНа были допущены грубые нарушения требований общевойсковой тактики:

Маршрут передвижения не был согласован со старшим воинским начальником, в зоне ответственности которого он находился, разведки маршрута и прикрытия тоже не было. Автомобили колонны ОМОНа следовали без охранения, не соблюдая полагающуюся в таких случаях дистанцию. Комсостав группы не знал радиочастот десантных частей, прикрывавших этот район, их позывных. Более того, омоновцы располагали лишь одной радиостанцией, по которой можно было связаться с войсками и запросить подкрепления. Она стояла в бронетранспортере, после уничтожения которого отряд оглох и обезголосел полностью.

Также по сведениям агентства военных новостей, командование федеральных сил в Чечне узнало о боестолкновении случайно от пилота пролетавшего над дорогой вертолёта. При этом заместитель командующего Восточной группировкой по внутренним войскам не смог ответить на вопрос, есть ли в районе боя подразделения МВД, так как не был в курсе.